# Ausschuss für Verkehr und Tourismus
Der Ausschuss für Verkehr und Tourismus (englisch Committee on Transport and Tourism, französisch Commission des transports et du tourisme, kurz TRAN) ist einer der zwanzig ständigen Ausschüsse des Europäischen Parlaments. Ausschussvorsitzende ist seit Juli 2024 Eliza Vozemberg (ND/EVP).
Im Rahmen der Osterweiterung und der erwarteten Kompetenzgewinne durch den Vertrag von Lissabons beschlossen die Abgeordneten Neuerungen für die Ausschüsse des Europäischen Parlaments. Im Zuge dessen wurde 2004 der vorherige Regional- und Verkehrsausschuss in den Ausschuss für regionale Entwicklung und in den Ausschuss für Verkehr und Tourismus geteilt.
Der Ausschuss beschäftigt sich mit der Politik der Europäischen Union in den Bereichen Eisenbahn- und Straßenverkehr, Binnen- und Seeschifffahrt und Luftfahrt. Dies umfasst insbesondere die europaweiten Verkehrsregeln, den Ausbau der transeuropäischen Verkehrsnetze, die Verkehrssicherheit und die Beziehungen zu internationalen Verkehrsorganisationen. Außerdem ist der Ausschuss für die europaweiten Regelungen für die Postdienste und für den Tourismus in der EU zuständig.
In der Europäischen Kommission ist das zuständige Mitglied für diesen Politikbereich der Kommissar für Verkehr; beim Rat der Europäischen Union ist es die Formation als Rat für Verkehr, Telekommunikation und Energie.

## Ausschussvorsitzende

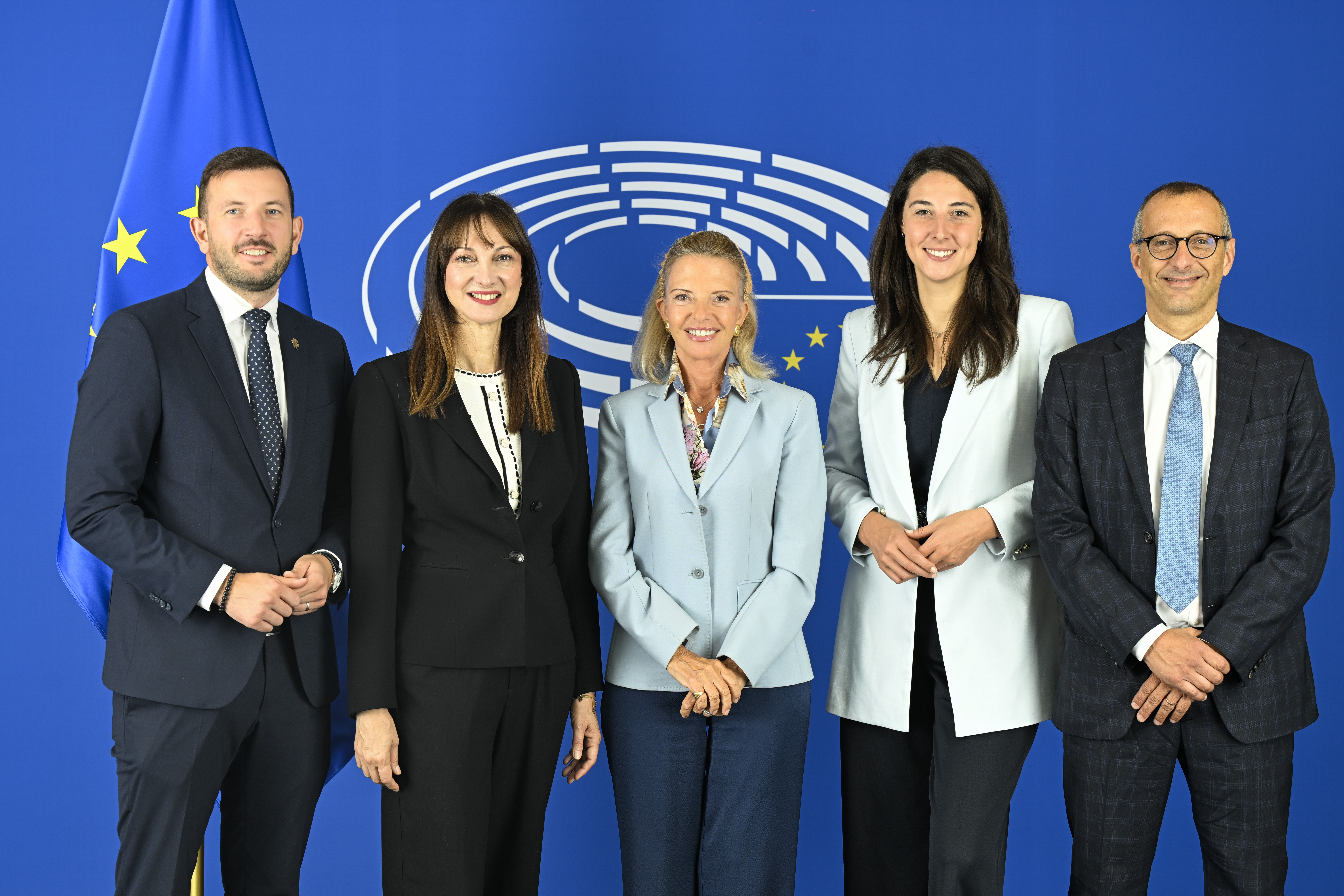
Ausschussvorsitz der 10. Wahlperiode (2024–2029, v. l. n. r.): Virginijus Sinkevičius, Elena Kountoura, Eliza Vozemberg, Sophia Kircher und Matteo Ricci

- Juli 2009–Juni 2014: Brian Simpson (Labour/S&D)[3]
- Juli 2014–Januar 2017: Michael Cramer (Bündnis 90/Die Grünen/G-EFA)[4]
- Januar 2017–Juli 2024: Karima Delli (EELV/G-EFA)[5]
- Seit Juli 2024: Eliza Vozemberg (ND/EVP)[1]